# Iban Mayo
Iban Mayo Diez (* 19. August 1977 in Igorre) ist ein ehemaliger spanischer Radrennfahrer.

## Karriere
Mayos Vorhaben, Berufsradrennfahrer zu werden, hätte er beinahe aufgeben müssen, als er sich 1996 bei einem Autounfall beide Beine brach.
Im Jahr 2000 wurde er Profi bei der baskischen Mannschaft Euskaltel-Euskadi. Ein Jahr später machte Mayo mit Siegen bei den Rennen Midi Libre und Classique des Alpes erstmals auf sich aufmerksam. Er gewann bei der Tour de France 2003 die Bergetappe hinauf nach L’Alpe d’Huez und belegte im Gesamtklassement den sechsten Platz, nachdem er im Frühjahr bereits bei der Baskenland-Rundfahrt siegte.
Im Jahr 2004 gewann Mayo nach mehreren Siegen im Frühsommer auch die Gesamtwertung des Critérium du Dauphiné Libéré. Unter anderem distanzierte er Lance Armstrong bei einem Bergzeitfahren hinauf zum Mont Ventoux um mehr als zwei Minuten. Bei der anschließenden Tour de France 2004 gab Mayo nach der 14. Etappe auf, nachdem er in der ersten Tourwoche gestürzt war und einen großen Rückstand in der Gesamtwertung hatte.
2007 verließ Mayo das Team Euskaltel-Euskadi und wechselte zum UCI ProTeam Saunier Duval-Prodir. Zuvor hatte er einen von Euskaltel-Euskadi angebotenen 2-Jahres-Vertrag abgelehnt. Das Frühjahr 2007 war für Mayo sportlich nur wenig erfolgreich. Im Frühsommer erzielte er jedoch beim Giro d’Italia einen Erfolg, als er als Ausreißer die 19. Etappe dieser Rundfahrt gewinnen konnte. Bei der 8. Etappe der Tour de France 2007 im Juli 2007 belegte er bei der Bergankunft in Tignes den zweiten Platz hinter Michael Rasmussen.
Die Erfolge Mayos des Jahres 2007 wurden von auffälligen Ergebnissen von Doping-Proben überschattet: Während ein erheblich überhöhter Testosteron-Wert während des Giro d’Italia von der UCI als natürliche Abweichung Mayos Organismus gewertet wurde, wurde am 30. Juli 2007 bekannt, dass er in einer A-Probe einer während des zweiten Ruhetages der Tour de France erfolgten Dopingkontrolle positiv auf EPO getestet wurde. Seine Mannschaft Saunier Duval-Prodir suspendierte ihn daraufhin sofort. Iban Mayo bestritt am 31. Juli 2007 jedes Doping.
Der spanische Radsportverband RFEC verkündete am 22. Oktober 2007 die B-Probe sei negativ gewesen und stellte das Verfahren gegen ihn ein. Am Folgetag erklärte die Anti-Doping-Beauftragte der UCI Anne Gripper jedoch, dass die B-Probe noch nicht komplett analysiert sei. Das „nicht-negative“ Ergebnis der B-Probe in Gent müsse noch durch eine Analyse der Reste der B-Probe in Paris bestätigt werden. Die dortigen Labore hätten andere Testroutinen.
Die Mitte Dezember vorgenommene Gegenanalyse der B-Probe, die nach dem umstrittenen Freispruch Mayos durch den RPEC vom UCI angeordnet wurde, bestätigte die positive A-Probe. Gegen die hierauf ausgesprochene Sperre von zwei Jahren legte Mayo eine Klage vor dem Sportgerichtshof CAS ein, welche am 12. August 2008 abgewiesen wurde. Die nun rechtskräftige Dopingsperre galt rückwirkend seit dem 31. Juli 2007, womit Mayos Sperre Ende Juli 2009 endete.
Seit diesem Zeitpunkt ist Iban Mayo im Profi-Radsport nicht mehr aktiv gewesen.

## Erfolge
2001
- Grand Prix Midi Libre
- Classique des Alpes
- eine Etappe Dauphiné Libéré

2003
- Gesamtwertung und drei Etappen Baskenland-Rundfahrt
- zwei Etappen Dauphiné Libéré
- eine Etappe Tour de France

2004
- Gesamtwertung und zwei Etappen Clásica Alcobendas
- Subida al Naranco
- Asturien-Rundfahrt
- Gesamtwertung, Prolog und eine Etappe Dauphiné Libéré

2006
- eine Etappe Dauphiné Libéré
- Gesamtwertung und eine Etappe Burgos-Rundfahrt
- Subida Urkiola

2007
- eine Etappe Giro d’Italia